# Vera Anisimova
Vera Anisimova, född den 25 maj 1952 i Moskva, Ryssland, är en sovjetisk friidrottare inom kortdistanslöpning.
Han ingick i de sovjetiska lag som tog 
*OS-brons på 4 x 100 meter vid friidrottstävlingarna 1976 i Montréal 
*OS-silver på 4 x 100 meter vid friidrottstävlingarna 1980 i Moskva. 